# Ősagárd
Ősagárd (słow. Agárd) – wieś i gmina w północnej części Węgier, niedaleko miasta Rétság. Miejscowość leży na obszarze Średniogórza Północnowęgierskiego, w pobliżu granicy ze Słowacją. Administracyjnie należy do powiatu Rétság, wchodzącego w skład komitatu Nógrád.
Gmina Ősagárd liczy 329 mieszkańców (2009) i zajmuje obszar 10,92 km².